# Oscar W. Swift

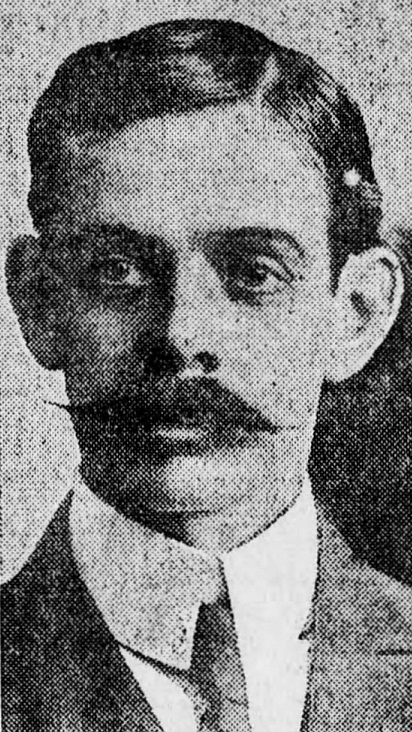
Oscar W. Swift

Oscar William Swift (* 11. April 1869 in Paines Hollow, New York; † 30. Juni 1940 in Brooklyn, New York) war ein US-amerikanischer Jurist und Politiker. Zwischen 1915 und 1917 vertrat er den Bundesstaat New York im US-Repräsentantenhaus.

## Werdegang
Oscar William Swift wurde ungefähr vier Jahre nach dem Ende des Bürgerkrieges in Paines Hollow geboren. Die Familie Swift zog 1877 nach Michigan und ließ sich in Adrian nieder. Er besuchte öffentliche Schulen und die University of Michigan in Ann Arbor. 1896 graduierte er an der New York Law School in New York City. Seine Zulassung als Anwalt erhielt er 1897 und begann dann in New York City zu praktizieren. Politisch gehörte er der Republikanischen Partei an.
Bei den Kongresswahlen des Jahres 1914 für den 64. Kongress wurde er im neunten Wahlbezirk von New York in das US-Repräsentantenhaus in Washington, D.C. gewählt, wo er am 4. März 1915 die Nachfolge von James H. O’Brien antrat. Nach einer erfolgreichen Wiederwahl erlitt er im Jahr 1918 eine Niederlage und schied nach dem 3. März 1919 aus dem Kongress aus.
Nach seiner Kongresszeit nahm er in New York City wieder seine Tätigkeit als Anwalt auf. Er starb am 30. Juni 1940 in Brooklyn und wurde auf dem Kensico Cemetery in Valhalla beigesetzt.